# 南湖 (不倫瑞克)
52°13′45″N 10°30′53″E / 52.22917°N 10.51472°E

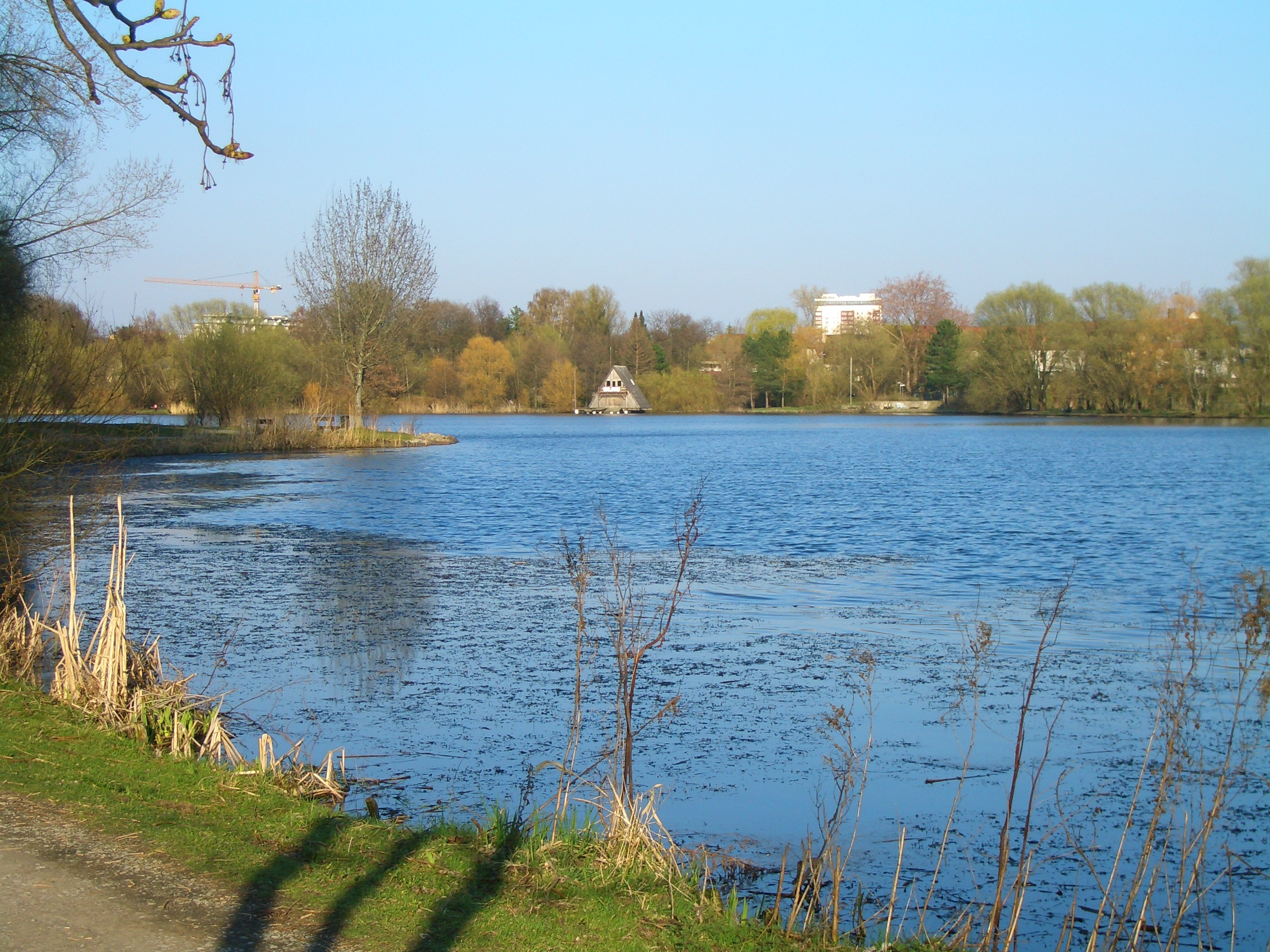

南湖（德語：Südsee），是德國的湖泊，位於該國西北部，由下薩克森州負責管轄，處於不倫瑞克，長1.5公里、寬0.2公里，面積0.23平方公里，海拔高度71米，最大水深6米，湖岸線長度3.5公里。